# (1010) Marlene
Marlene. Asteroide número 1010 de la sèrie (1923 PF), descobert a Heidelberg el 12 de novembre de 1923 per Karl Reinmuth (1892-1979).
Nomenat així per l'actriu americana d'origen alemany Marlene Dietrich (María Magdalene von Losch Felsing), nascuda a Berlín el 1901 i morta a París el 1992.